# Lech Dziewulski
Lech Bogusław Dziewulski (ur. 8 listopada 1951 w Gdańsku) – polski artysta plastyk, projektant, działacz opozycji antykomunistycznej, starszy dzwonnik dzwonu „Zygmunt” w katedrze na Wawelu.

## Życiorys
Syn Bogusława Dziewulskiego i Marii Kazimiery Oźmińskiej 2v. Zdzisławowej Pietrzkowskiej. Wnuk Piotra Oźmińskiego sekretarza Gminy Polskiej Wolnego Miasta Gdańska. Absolwent gdańskiego Technikum łączności im. Obrońców Poczty Polskiej. Od roku 1976 zamieszkały w Krakowie.
W latach 1978–1981 pracownik Muzeum Archeologicznego w Krakowie, następnie Muzeum Narodowego w Krakowie na stanowisku renowatora dzieł sztuki.
Od sierpnia 1980 założyciel i aktywny działacz NSZZ Solidarność w placówkach kultury. Oddelegowany do Zarządu Regionu Małopolska, gdzie został Szefem Sekcji Kultury ZR. Delegat na I Krajowy Zjazd Solidarności w Gdańsku w sierpniu 1981 roku oraz I Walne Zebranie Delegatów NSZZ „Solidarność” Regionu Małopolska. (Tarnów 10–12 lipca 1981).
Reprezentując Komitet Organizacyjny Związku Zawodowego Pracowników Dóbr Kultury organizował punkt konsultacyjny w Krakowie (wraz z Markiem Rostworowskim i Wojciechem Bochnakiem). Jako wiceprzewodniczący Krajowej Sekcji Muzealników współprzewodniczył ogólnopolskiemu strajkowi pracowników służby zdrowia, oświaty i kultury w Gdańsku w 1980 roku. Z ramienia NZSS Pracowników Kultury Solidarności Małopolskiej był sygnatariuszem decyzji o powołaniu w Krakowie Komitetu Obrony Więzionych za Przekonania (5 marca 1981). W roku 1981 delegat przewodniczącego Związku na rozmowy z Ministerstwem Kultury na temat udziału instytucji kultury w podziale dochodu narodowego i bieżących problemów resortu. 13 grudnia 1981 r. zwolniony z pracy, podejmuje działania w ukryciu.
Internowany w dniu 13 maja 1982 r. i w przetrzymywany obozach w Załężu, Kielcach-Piaskach i Nowym Łupkowie. Zwolniony z internowania 15 października 1982 roku.
W latach 1980–1989 autor podziemnych znaczków, plakatów, okładek i innych prac graficznych. Część z nich nosi sygnaturę w formie małej litery „i”. Współautor pierwszej wystawy solidarnościowej „Przetrwaliśmy” (wraz z W. Czyżem, I. Chwałkiem i R Sauerem) w Collegium Opolskim Uniwersytetu Jagiellońskiego (czerwiec 1989 r.). Wieloletni współpracownik Centrum Dokumentacji Czynu Niepodległościowego, wydawnictwa „Sowiniec”, Towarzystwa Opieki nad Kopcem Józefa Piłsudskiego, Muzeum Narodowego w Krakowie, Muzeum Armii Krajowej, Muzeum Historii Fotografii w Krakowie, Biblioteki Jagiellońskiej i innych.
Członek założyciel Krakowskiego Komitetu Krzyża Solidarności. Członek Stowarzyszenia „Maj 77”. Odznaczony przez Prezydenta RP Krzyżem Wolności i Solidarności (24 sierpnia 2015 r., nr 357-2015-2). Uhonorowany medalem „Dziękujemy za Wolność” (11 listopada 2017 r., nr 550) przez Stowarzyszenie „Sieć Solidarności”, odznaką "Honoris Gratia" przez Prezydenta Miasta Krakowa.
Od 1978 roku dzwonnik dzwonu „Zygmunt” w katedrze wawelskiej, uhonorowany „Złotą odznaką” Dzwonu Zygmunta przez Metropolitę Krakowskiego.

## Działalność artystyczna po 1989

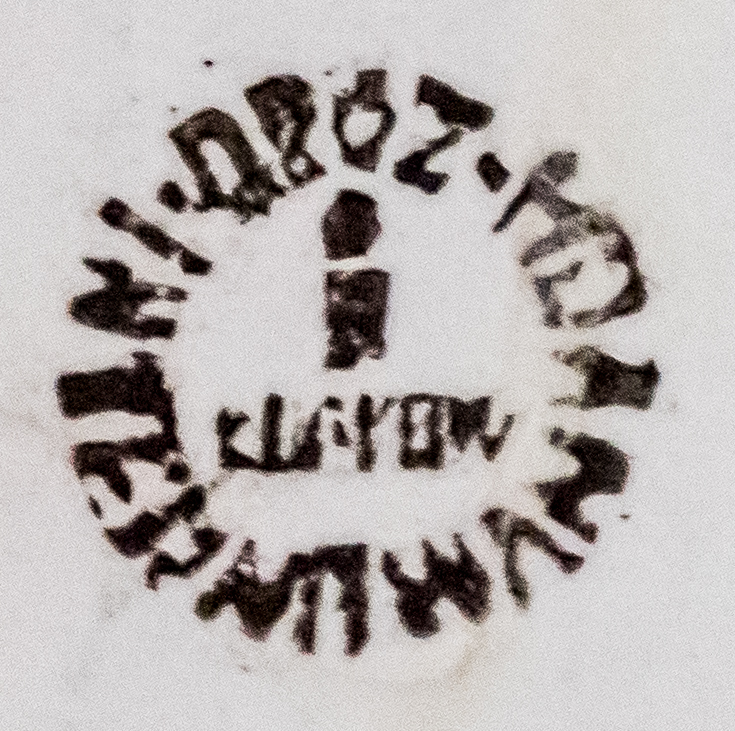
Sygnatura Lecha Dziewulskiego z czasów działalności podziemnej po 1980 r.

W pracy artystycznej L. Dziewulskiego po roku 1989 dominują projekty i realizacje dla polskich i zagranicznych sanktuariów i kościołów, we współpracy ze Studiem „AGAU”, rzeźbiarza Marka Ganewa, a także aranżacje wystaw i projekty graficzne wydawnictw. Do najważniejszych prac należą te wykonane dla sanktuarium Matki Bożej Częstochowskiej i klasztoru oo. Paulinów na Jasnej Górze: korona z daru Jan Pawła II dla Cudownego Obrazu, kaseta na pas Jana Pawła II poplamiony krwią w wyniku zamachu 1981 r. oraz Epitafium Smoleńskie umieszczone naprzeciwko wejścia do kaplicy cudownego obrazu.

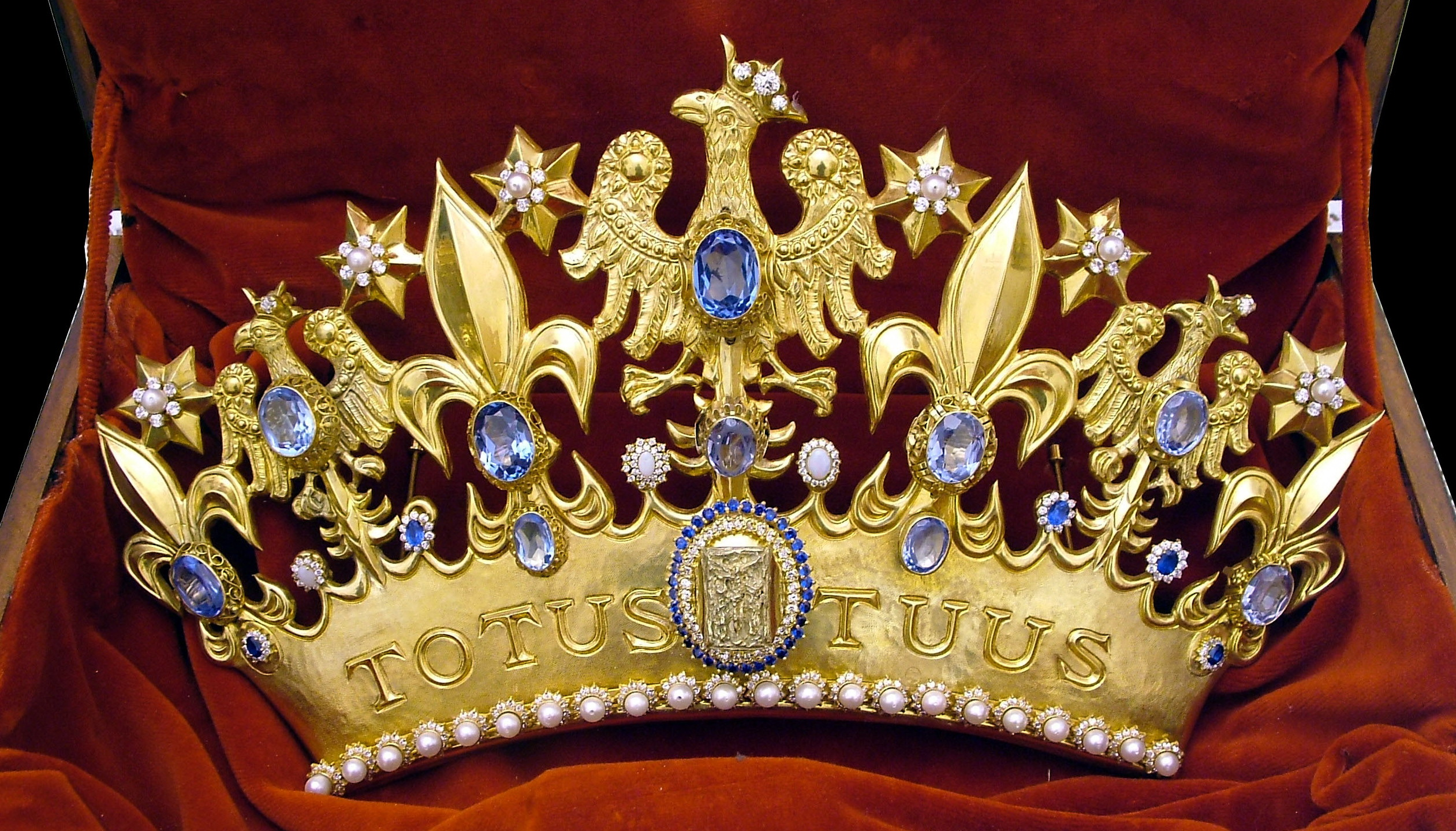
Korona papieska dla obrazu Matki Boskiej Czestochowskiej wykonana przez Lecha Dziewulskiego

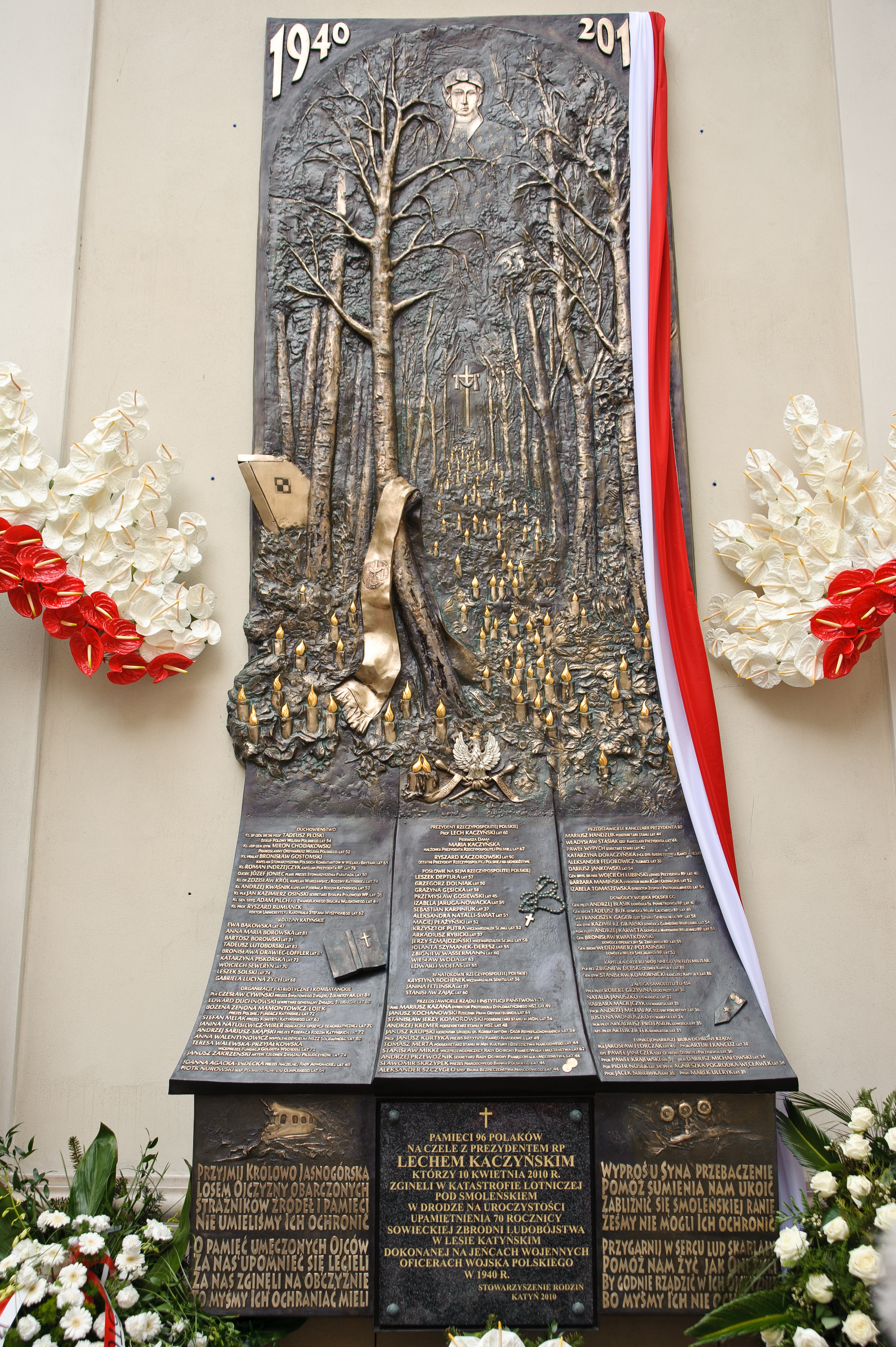
Epitafium Smoleńskie na Jasnej Górze, autorstwa Lecha Dziewulskiego (2012 r.)

### Zrealizowane projekty kościelne
- 1996 – korona „różana” dla figury Matki Boskiej Saletyńskiej w sanktuarium w Dębowcu[12].
- 2005 – korona papieska z pierścieniem Jana Pawła II dla obrazu Matki Boskiej Częstochowskiej na Jasnej Górze; projekt srebrnej kasety na pas papieski pokrwawiony w czasie zamachu na Jana Pawła II, zawieszony w kaplicy cudownego obrazu na Jasnej Górze[13].
- 2008 – korona papieska dla Matki Boskiej z sanktuarium Królowej Polski w Szczyrku[14][15].
- 2009 – korona dla obrazu Matki Zbawiciela w kościele Bożego Ciała w Krakowie.
- 2010 – korona papieska dla Matki Boskiej Trudnego Zawierzenia w Jordanowie[16].
- 2010 – korona dla Matki Boskiej w sanktuarium w Kotłowie.
- 2011 – korony dla figury Matki Boskiej w sanktuarium w Leśniowie.
- 2012 – projekt ołtarza z relikwiami Jana Pawła II w parafii pw. NMP Wspomożenia Wiernych w Pile.
- 2016 – korony papieskie oraz kaseta dla obrazu Matki Boskiej Kodeńskiej[17][18].
- 2017 – korona dla Matki Boskiej w katedrze św. Stefana w Budapeszcie, Węgry.
- 2018 – korona dla Matki Boskiej parafii Polskiej Misji Katolickiej w Bochum, Niemcy.

### Rzeźba
- 2001 – tablica pamiątkowa w nowym gmachu Biblioteki Jagiellońskiej w Krakowie.
- 2005 – statuetka Galla Anonima dla nagrody Pro Historia Polonorum.
- 2012 – „Epitafium Smoleńskie” naprzeciwko wejścia do kaplicy cudownego obrazu na Jasnej Górze[19][20][21].

### Projekty i realizacje wystaw
- 1991 – Broń i barwa w dawnej Polsce, Muzeum Narodowe w Krakowie.
- 1997-2016 – oprawa graficzna i aranżacje wystaw dla Festiwalu Ludwiga van Beethovena w Krakowie.
- 2000 – Kłamstwo Katyńskie w 60 lat po zbrodni. Wystawa artefaktów i fotografii, Muzeum Historii Fotografii w Krakowie.
- 2001 – Kim byłeś? Gdzie jesteś? Losy powstańców warszawskich w dokumentach, Muzeum Armii Krajowej w Krakowie, 2001.
- 2004 – Przełamywać bariery, budować mosty – wojna na fotografiach polskiego i niemieckiego żołnierza, Muzeum Historii Fotografii w Krakowie; Sport w Krakowie. 1939–1945, Muzeum Historii Fotografii w Krakowie.
- 2005 – Porwanie i proces szesnastu, Muzeum Armii Krajowej w Krakowie.
- 2006 – Broń strzelecka ze zbiorów dr.Stanisława Wcisły, Muzeum Armii Krajowej w Krakowie.
- 2007 – Wielki Kraków, Muzeum Historii Fotografii w Krakowie.
- 2008 – Katyń 1940. Wystawa fotograficzno-dokumentalna, Muzeum Historii Fotografii w Krakowie.
- 2009 – „Taka piękna to armia była…”, Muzeum Historii Fotografii w Krakowie.
- 2012 – Wyszliśmy z NZS, Biblioteka Jagiellońska w Krakowie.
- 2014 – Musicie być Mocni…, Instytut Jana Pawła II w Krakowie.

### Projekty wydawnicze
- Kłamstwo Katyńskie w 60 lat po zbrodni. Wystawa dokumentów i fotografii, Muzeum Historii Fotografii, Kraków 2000.
- Albert Gorzkowski, Paweł z Krosna: humanistyczne peregrynacje krakowskiego profesora, Kraków 2000.
- Czy ktoś przebije ten mur? Sprawa Stanisława Pyjasa, opr. F. Pyjas, A. Roliński, J. Szarek, Kraków 2001.
- Co po nas zostanie? Materiały z konferencji: "Granice wolności w sztuce", "Granice wolności w mediach", Krakowski Kongres Kultury Polskiej, Kraków 2001.
- Maciej Korkuć, Apolonia Ptak, Żołnierze porucznika Wądolnego. Z dziejów niepodległościowego podziemia na ziemi wadowickiej 1945-1947, Kraków 2001.
- Kim byłeś? Gdzie jesteś? Losy powstańców warszawskich w dokumentach, katalog wystawy ze zbiorów Muzeum Armii Krajowej w Krakowie, Kraków 2001.
- Jacek M. Majchrowski, Pierwsza Kompania Kadrowa. Portret Oddziału, Kraków 2002.
- Wojciech Sawicki, Raport Kiszczaka dla Moskwy, czyli czego nie powiedział minister Widacki; Kraków 2002.
- Polska – Rosja w XX wieku. Trudne sąsiedztwo, red. A. Rybicki, Muzeum Historii Fotografii, Kraków 2002.
- Ruch Wolnych Demokratów 1975-1980, opr. G. Waligóra, S. Ciesielski, Fundacja Centrum Dokumentacji Czynu Niepodległościowego, Kraków 2003.
- "Figurant Herzog". Postać Józefa Herzoga w dokumentach służb bezpieczeństwa PRL, "Sowiniec. Materiały Historyczne", nr 23, grudzień 2003.
- Andrzej Rybicki, Józef Piłsudski na fotografiach Muzeum Historii Fotografii w Krakowie, Muzeum Historii Fotografii, Kraków 2005.
- Stan wojenny w Małopolsce: relacje i dokumenty, oprac. Z. Solak, J. Szarek, Instytut Pamięci Narodowej, Kraków 2005.
- W noc grudniową nas zabrali... Internowana Solidarność Małopolski, opr. J. Meissner, L. Dziewulski, A. Stawiarski, Kraków 2011.
- Oblężenie Limanowy, czyli rzeź galicyjska 1846 wierszem i inne utwory, oprac. Joanna M. Dziewulska, Jacek Żuławski, Kraków 2012.
- Od Indeksu do Hutnika. 40 lat prasy podziemnej, red. T. Gąsowski, A. Roliński, A. Dróżdż, W. Marchewczyk, Kraków 2017.

## Życie prywatne
Ożeniony z Marią Majewską (ur. 1955), córką Feliksa i Krystyny z Colonna-Walewskich ma trzech synów: Michała (ur. 1978), Piotra (ur. 1983) i Szymona (ur. 1985).